# Константино Ноја
Константино Хесус Ноја био је фудбалски везни фудбалер Боливије.

## Каријера
Током каријере је био без наступа за репрезентацију Боливије, на светском купу 1930. Каријеру је завршио у Оруро Ројалу